# François-Étienne Blanchet
François-Étienne Blanchet I (* 1695 in Paris; † April 1761 ebenda) war ein Cembalobauer in Paris.

## Biographie
François-Étienne Blanchet ist das bekannteste Mitglied einer Familie von Instrumentenbauern, die den französischen Cembalobau des 18. Jahrhunderts maßgebend prägte. Sein Vater Nicholas Blanchet (* 1660) war von Reims nach Paris zugewandert und hatte dort mit dem Bau von Cembali und Spinetten begonnen. François-Étienne, der 1722 voll in das Familienunternehmen eintrat, entwickelte es zu höchstem Ansehen. In seiner Werkstatt in der Rue de la Verriere wurden neben neuen Instrumenten auch flämische Cembali der Familie Ruckers dem Zeitgeschmack entsprechend umgebaut und auf einen Tonumfang von 5 Oktaven erweitert.
François Étienne Blanchet II (* ca. 1750; † 1766) war der Sohn von François-Étienne I und ebenfalls Cembalobauer in Paris. Pascal-Joseph Taskin heiratete nach seinem Tod die Witwe.
Die Cembali von Blanchet dienen heute als Vorlage für historische Nachbauten.
| Personendaten    | Personendaten                |
| ---------------- | ---------------------------- |
| NAME             | Blanchet, François-Étienne   |
| ALTERNATIVNAMEN  | Blanchet I, François-Étienne |
| KURZBESCHREIBUNG | französischer Cembalobauer   |
| GEBURTSDATUM     | 1695                         |
| GEBURTSORT       | Paris                        |
| STERBEDATUM      | April 1761                   |
| STERBEORT        | Paris                        |